# Lukelong Dorsa
Lukelong Dorsa zijn lage heuvelruggen op de planeet Venus. De Lukelong Dorsa werden in 1985 genoemd naar Lukelong, godin van de hemel in de Polynesische mythologie.
De richels hebben een lengte van 1566 kilometer en bevinden zich in de quadrangles Snegurochka Planitia (V-1), Atalanta Planitia (V-4) en Pandrosos Dorsa (V-5).